# 小原義之
小原 義之（おばら よしゆき、1971年8月27日 - ）は、滋賀県出身の現調教助手・元騎手。
騎手免許は平地・障害両方の免許を所持していたが、障害での騎乗経験はなかった。

## 来歴
1990年3月3日に栗東・増本豊厩舎からデビューし、中京第1競走アラブ4歳以上400万下・アップワン（13頭中8着）で初騎乗を果たすと、同日の第5競走4歳以上500万下をルイテイトで逃げ切って初勝利を挙げた。夏は北海道シリーズに参戦し、札幌記念・イチアヤヒデ（14頭中11着）で重賞初騎乗を果たすと、セイユウ記念ではハクサンツバメで2着に逃げ粘った。5月19日の阪神では初の1日2勝、10月13日の京都では初の1日3勝、12月15日と翌16日の京都では初の2日連続勝利を挙げる。1年目の1990年から2桁の23勝をマークするが、20勝台は同年が唯一でキャリアハイとなった。
1993年まで4年連続2桁勝利を記録し、同年からはフリーとなり、ホクセイアンバーと共にローカルの中長距離戦で活躍。昇級2戦目の明石特別（900万下）を8馬身差で圧勝すると、夏は札幌で降級初戦の支笏湖特別（900万下）を2馬身差で快勝。続く札幌記念は7着、小倉記念では6着に敗れる。小倉記念は勝負所の不利が大きく、続く朝日チャレンジカップ4着で、重賞でも好勝負できる能力があることを証明。1994年の小倉記念では「無理せず中団から」という指示を父・小原伊佐美調教師から受け、落ち着いた騎乗振りで指示通りに中団を追走。3コーナーでうまく内に入ると、勝負所を迎えて反応が鈍くなりかけたホクセイアンバーを叱咤激励して直線へと入る。最内にホクセイアンバー、中にメモリータイヨウ、外にイブキファイブワンの激しい追い比べとなり、ホクセイアンバーは態勢的に苦しくなるが、馬体を併せてからの強さという真骨頂を見せる。イブキファイブワンも最後まで懸命に追いすがったが、ホクセイアンバーがアタマ差のリードを守り切り、人馬共に重賞初制覇を飾る。小原はホクセイアンバーの勝負根性を信じ、落ち着いた騎乗で直線の叩き合いをしのぎ切った。
1996年からは小原厩舎所属となり、札幌記念ではダイタクサージャンでマーベラスサンデー・マイヨジョンヌに次ぐ3着に入るが、同年唯一の重賞騎乗となった。1997年から2001年には5年連続2桁勝利を記録し、1997年には5月19日の笠松第8競走初夏特別・ダイゴパワー（10頭中9着）て地方初騎乗を果たす。9月14日の札幌第6競走4歳以上500万下をミカマンリーで逃げ切り、中央通算100勝を達成。1998年のウインターステークスでは9頭中8番人気のウッディーナイスでマチカネワラウカド・エムアイブランに次ぐ3着に入り、1999年にはダイヤモンドステークスをタマモイナズマで逃げ切って5年ぶりの重賞制覇を飾ると、同年の天皇賞（春）でGI初騎乗を果たす。2001年には5月9日の名古屋第10競走名古屋チャレンジカップジュピター賞・ユーコーフォエバーで地方初勝利を挙げ、同じく父・伊佐美もこの競走で管理馬の地方初勝利を挙げた。京都大賞典ではホワイトハピネスでステイゴールド失格による繰り上がりで3着となり、同年の11勝が自身最後の2桁となった。2002年には小倉大賞典を13番人気のタマモヒビキで3年ぶりの重賞制覇を飾り、札幌2歳ステークスではテイエムリキサンでサクラプレジデントに3/4差迫る2着とした。
2002年からは1桁台が続き、2008年にはマーチステークスをナナヨーヒマワリで制して6年ぶりの重賞制覇を飾るが、小原親子にとって最後の重賞制覇となった。2008年11月23日の京都第5競走メイクデビュー京都2歳新馬でサイタに騎乗するが、レース中に転倒したセイウンアレースに接触して落馬。サイタの後ろを走っていたリベラルランスルーに蹴られ、その後の診断で肝損傷・肺挫傷の重傷を負った。約1か月の入院を経て調教騎乗に復帰すると、2009年1月11日から1鞍限定でレースへの騎乗を再開し、驚異の回復力を見せた。3月28日の阪神第1競走3歳未勝利を15頭中10番人気のマルサンメインで逃げ切って199勝目を挙げ、中央通算200勝に王手をかけるも、結局これが最後の勝利となった。6月2日から同24日にかけては研修でイギリス、アイルランドに行ったが、11月1日の京都第10競走西陣ステークス・アートオブウォー（16頭中5着）を最後に騎乗もなくなり、12月20日をもって現役を引退。
引退後は小原厩舎の調教助手に転身し、2014年には伊佐美の勇退により、新たに開業した石橋守厩舎に移籍。芹沢純一と共に調教専門の調教助手を務めている。

## 騎乗成績
|            | 日付          | 競馬場・開催  | 競走名             | 馬名             | 頭数 | 人気 | 着順 |
| ---------- | ------------- | ------------- | ------------------ | ---------------- | ---- | ---- | ---- |
| 初騎乗     | 1990年3月3日  | 1回中京1日1R  | アラ3歳上400万円下 | アップワン       | 13頭 | 4    | 8着  |
| 初勝利     | 1990年3月3日  | 1回中京1日2R  | 4歳上500万円下     | ルイテイト       | 16頭 | 1    | 1着  |
| 重賞初騎乗 | 1990年7月1日  | 1回札幌8日11R | 札幌記念           | イチアヤヒデ     | 14頭 | 13   | 11着 |
| 重賞初勝利 | 1994年8月14日 | 4回小倉2日11R | 小倉記念           | ホクセイアンバー | 8頭  | 3    | 1着  |
| GI初騎乗   | 1999年5月2日  | 3回京都4日11R | 天皇賞（春）       | タマモイナズマ   | 12頭 | 8    | 12着 |

| 年度   | 1着 | 2着 | 3着 | 騎乗数 | 勝率 | 連対率 | 複勝率 |
| ------ | --- | --- | --- | ------ | ---- | ------ | ------ |
| 1990年 | 23  | 16  | 30  | 283    | .081 | .137   | .243   |
| 1991年 | 16  | 9   | 15  | 191    | .083 | .130   | .207   |
| 1992年 | 12  | 13  | 16  | 198    | .060 | .126   | .206   |
| 1993年 | 15  | 11  | 21  | 240    | .063 | .108   | .196   |
| 1994年 | 8   | 16  | 15  | 212    | .038 | .113   | .183   |
| 1995年 | 6   | 7   | 12  | 196    | .031 | .066   | .128   |
| 1996年 | 7   | 9   | 14  | 185    | .038 | .086   | .162   |
| 1997年 | 16  | 10  | 9   | 199    | .080 | .131   | .176   |
| 1998年 | 11  | 12  | 17  | 184    | .059 | .124   | .216   |
| 1999年 | 18  | 16  | 19  | 193    | .093 | .175   | .273   |
| 2000年 | 14  | 16  | 11  | 192    | .073 | .156   | .214   |
| 2001年 | 11  | 13  | 18  | 200    | .055 | .119   | .209   |
| 2002年 | 8   | 12  | 16  | 185    | .043 | .106   | .191   |
| 2003年 | 9   | 10  | 12  | 178    | .051 | .107   | .174   |
| 2004年 | 8   | 8   | 11  | 163    | .049 | .098   | .165   |
| 2005年 | 3   | 10  | 11  | 152    | .020 | .086   | .158   |
| 2006年 | 5   | 2   | 3   | 106    | .047 | .066   | .094   |
| 2007年 | 3   | 8   | 3   | 80     | .037 | .138   | .175   |
| 2008年 | 5   | 3   | 4   | 73     | .068 | .110   | .164   |
| 2009年 | 1   | 0   | 2   | 34     | .029 | .029   | .88    |
| 中央   | 199 | 201 | 259 | 3456   | .058 | .116   | .191   |
| 地方   | 2   | 1   | 2   | 17     | .118 | .176   | .294   |

### 主な騎乗馬
- ホクセイアンバー（1994年小倉記念）
- タマモイナズマ（1999年ダイヤモンドステークス）
- タマモヒビキ（2002年小倉大賞典）
- ナナヨーヒマワリ（2008年マーチステークス）